# Johann Ammon (Bildhauer)
Johann Ammon (* 16. Juni 1657 in Ansbach; † nach 1741) war ein deutscher Bildhauer, Stuckateur, Steinmetz und Baumeister.
Ammon war zwischen 1672 und 1741 tätig in Ansbach, Bamberg, Darmstadt und Nürnberg und stand im Dienst des Bischofs von Eichstätt. Am 28. Juli 1696 holte ihn der Ansbacher Markgraf Georg Friedrich an seinen Hof.